# Karlovarská občanská alternativa
Karlovarská občanská alternativa (zkratka KOA) je české politické hnutí působící na území Karlových Varů.

## Historie a účast ve volbách

### Zastupitelstvo Karlových Varů

#### 2006
Hnutí vzniklo v roce 2006 jako opoziční snaha změnit politickou situaci ve městě. Uspělo v komunálních volbách v roce 2006 a získalo 3 mandáty v 38členném zastupitelstvu města. Po dobu 4 let hnutí působilo v opozici a kritizovalo fungování koalice ODS a České strany sociálně demokratické.

#### 2010
V komunálních volbách v roce 2010 KOA vyhrála volby v Karlových Varech a s 8 mandáty sestavila novou koalici K20 v čele s primátorem Petrem Kulhánkem.

#### 2014
V komunálních volbách v roce 2014 hnutí vítězství obhájilo, získalo 9 mandátů a primátorem se na další čtyři roky stal opět Petr Kulhánek.

#### 2018
V komunálních volbách v roce 2018 KOA získala 11,36 % hlasů a s 5 mandáty odešla do opozice.

#### 2022
V komunálních volbách v roce 2022 hnutí získalo 10,33 % hlasů a 4 mandáty v zastupitelstvu Karlových Varů.

### Zastupitelstvo Karlovarského kraje
V krajských volbách v roce 2016 získala KOA 2 zastupitele Karlovarského kraje v rámci koalice „STAROSTOVÉ A NEZÁVISLÍ (STAN) s podporou KOA, KDU-ČSL a TOP 09“.

### Volby do Senátu PČR
Ve volbách do Senátu PČR v roce 2022 kandidoval za hnutí KOA v obvodu č. 1 – Karlovy Vary hejtman Karlovarského kraje Petr Kulhánek. Se ziskem 12,31 % hlasů skončil na 5. místě, a nepostoupil tak do druhého kola.

### Ministr pro místní rozvoj
Dne 8. října 2024 jmenoval prezident republiky Petr Pavel ministrem pro místní rozvoj místopředsedu hnutí KOA Petra Kulhánka. Do funkce jej nominovalo hnutí STAN, které bylo součástí Fialovy vlády.

### Sněmovní volby 2025
Ve sněmovních volbách v roce 2025 strana podpořila hnutí STAN. Místopředseda hnutí Petr Kulhánek kandidoval na 2. místě kandidátní listiny hnutí v Karlovarském kraji.